# 狄奥尔
狄奥尔（Tiv Ol，？—1977年），又名边（ពេញ，Penh），柬埔寨教师、共产主义者。
狄奥尔在1959年秋季加入高棉人民革命党（柬埔寨共产党的前身）。他是金边激进教师团体的领袖，1963年3月8日，他被西哈努克列入34名左翼“颠覆分子”名单之中。1965年至1967年期间，他是柬中友好协会重要成员。1967年该组织被强制解散后，狄奥尔领导的左派教师组织转移到农村，以逃避当局镇压。11月，狄奥尔离开首都秘密前往柬共的党中央。温威后来宣称是自己策划的。
约在1970年左右，狄奥尔被任命为茶胶省的柬共负责人。红色高棉控制该地后，狄奥尔重新开放了学校和医院，并开展土地改革。1970年9月17日，狄奥尔被西哈努克任命为柬埔寨王国民族团结政府新闻、宣传副大臣。
与其他东部大区的领导人一样，狄奥尔对越南抱有复杂的看法。1973年他曾表示越南是柬埔寨解放的盟友，但却是个不可靠的盟友。1974年，狄奥尔访问河内期间，写了一首赞美印度支那统一的诗，发表在一本越南杂志上。这激怒了波尔布特。1977年，红色高棉对原柬中友好协会成员展开清洗，狄奥尔亦被牵连。他于6月6日被捕，关押进S-21监狱。经酷刑审讯，他承认自己是美国中央情报局特务，随后被处决。